# Чемпионат мира по хоккею с шайбой 2027
Чемпионат мира по хоккею с шайбой 2027 — 90-й по счёту чемпионат мира по хоккею, который пройдёт в Германии весной 2027 года.

## Место проведения
Три страны официально подали заявку на проведение турнира: Казахстан, Германия и Норвегия. В начале 2023 года Норвегия отозвала свою заявку.
В Казахстане были предложены города Астана и Алма-Ата; в Германии Дюссельдорф и Мангейм. Германия в десятый раз получила право на чемпионат.
| Страна    | Голосование |
| --------- | ----------- |
| Казахстан | 34          |
| Германия  | 102         |

## Участники
| ? из Европы | Германия + |  |
| ? из Северной Америки |            |  |
| ? из Азии |            |  |
| Примечание: * - 14 команд автоматически квалифицировались в высший дивизион по итогам ЧМ-2026 ^ - 2 команды перешли в высший дивизион по итогам первого дивизиона ЧМ-2026 + - страна-хозяйка |            |  |

## Города и стадионы
На конгрессе ИИХФ 2023 года было решено, что чемпионат мира 2027 года пройдет в двух немецких городах: Дюссельдорфе и Мангейме . Также имеются предположения о том, что матч открытия вновь пройдет на футбольном стадионе, как это было ранее на чемпионате мира 2010 года.
| Дюссельдорф         | Дюссельдорф Мангейм | Мангейм             |
| PSD Bank Dome       | Дюссельдорф Мангейм | SAP Arena           |
| Вместимость: 14,282 | Дюссельдорф Мангейм | Вместимость: 13,600 |
| ------------------- | ------------------- | ------------------- |